# مكتبة عاطف أفندي

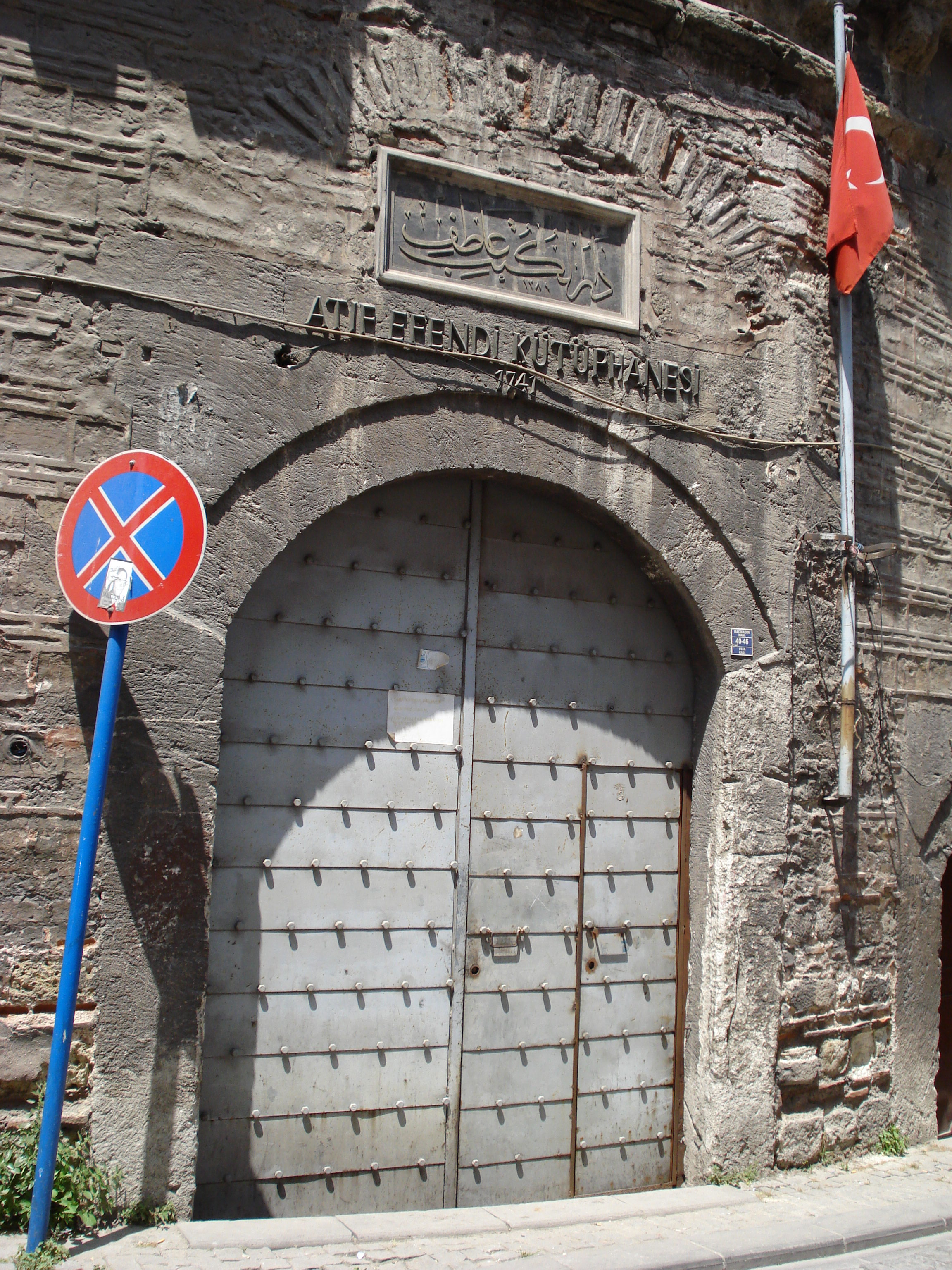
بوابة مكتبة عاطف أفندي.

مكتبة عاطف أفندي (بالتركية: Atıf Efendi Kütüphanesi)‏ هي مكتبة تقع حي الوفاء في إسطنبول. تتبع المكتبة مكتبة السليمانية إداريا.

## تاريخ المكتبة
اسسه الشاعر عاطف مصطفى أفندي الذي كان في زمن الخليفة محمود الأول سنة 1741م. تعتبر المكتبة ثاني مكتبة ذات مبنى مستقل في العهد العثماني بعد مكتبة محمد كوبرولي باشا.

## الطراز المعماري
المبنى على الطراز العثماني ومثال جيد على الأبنية من تلك الحقبة.

## المقتنيات
تحتوي المكتبة اليوم على أكثر من 25 ألف كتاب. تضم بين جدرانها أيضا 3,228 مخطوطة و6,358 كتابا مطبوعا بالاحرف العربية.